# Instituto da Lingua Galega
El Instituto da Lingua Galega (ILG), creado en 1971, es un instituto universitario perteneciente a la Universidad de Santiago de Compostela dedicado a la investigación lingüística del gallego. Realiza actividades de postgrado, formación de expertos en lengua gallega, y asesoría técnica y normativa del gallego. Junto con la Real Academia Galega, participa en la formulación de las normas del gallego.

## Objetivos
Esta institución está dirigida por Xosé Luís Regueira Fernández, quien sucedió en el cargo a Rosario Álvarez Blanco, anteriormente Antón Santamarina y en primer lugar Constantino García. 
Además, realiza varios trabajos relacionados con las nuevas tecnologías. En este sentido, uno de los proyectos significativos de los que forma parte es la elaboración del Tesoro medieval informatizado de la lengua gallega en colaboración con CIRP, y el Tesoro informatizado de la lengua gallega. Acoge en su sede conferencias, simposios y encuentros sobre diferentes temas relacionados con la lengua y literatura gallegas (normalización, historia de la lengua, enseñanza, sociolingüística, etc.).